# Standing Up, Falling Down
Standing Up, Falling Down è un film del 2019 diretto da Matt Ratner .

## Trama
Un cabarettista è costretto a tornare a Long Island, e ha così occasione di stringere una improbabile amicizia con un dermatologo alcolizzato.